# تصوير الأوعية الطبقي المبرمج
تصوير الأوعية الطبقي المبرمج أو ما يعرف باسم (CTA) اختصارا لـ (Computed tomography angiography) هو نوع من تقنيات التصوير الطبقي المبرمج التي تستخدم لإظهار الأوردة والشرايين في الجسم الحي، حيث يتراوح حجم تلك الشرايين من بين تلك التي تغذي الدماغ بالدم إلى تلك التي تتصل مع القلب والرئتين والكلية.

## التقنية
تدمج تقنية التصوير الطبقي المبرمج استخدام تقنية أشعة إكس مع التحليل المبرمج للصور الناتجة. حيث أن أشعة إكس العابرة لجسم الشخص المصور عبر جهاز بث دوار للأشعة يأخذ صورا للجسم من عدة زوايا للحصول على صور مسقطة والتي يقوم بعد ذلك الحاسب بتجميعها للحصول على صورة ثلاثية الأبعاد للمنطقة المدروسة.
يتم إجراء التصوير بالترافق مع حقن مادة ذات تباين عالي تسمى «ملاحق بولوس». تعتبر هذه العملية قليلة الضرر على جسم المريض، حيث يتم حقن مادة التباين اللوني في الأوعية الدقيقة باستخدام إبرة حقن دقيقة أو كانولا.

## التصوير الطبقي المبرمج رباعي الأبعاد
هناك نوع خاص من تصوير الأوعية الطبقي المبرمج له القدرة على تصوير الأوعية بشكل يترافق مع الوقت بحيث يمكن من رؤية ومتابعة حركة الأوعية وتدفع الدم بشكل أكثر واقعية.

## الفوائد والمخاطر

### الفوائد
- تستخدم تقنية تصوير الأوعية الطبقي المبرمج لفحص الأوعية الدموية في أماكن مختلفة من الجسم متضمنة الدماغ والكلى والرئتين وغيرها. كما أن بإمكان هذه التقنية الكشف عن تضيق الأوعية الدموية وذلك من أجل القيام بالتدخل العلاجي الملائم.
- تقدم هذه الطريقة تفاصيل تشريحية للأوعية الدموية أكثر من نظيرتها للتصوير بالرنين المغناطيسي (MRI) أو الأشعة فوق الصوتية.
- إن هذه التقنية مفيدة على وجه الخصوص في فحص أمراض الأوعية لأنها أكثر أمانا وتستهلك وقتا أقل من طرق تصوير الأوعية التقليدية، كما أنها تسبب للمريض إزعاجا أقل بسبب إمكانية حقن المواد في أوعية صغيرة في الذراع بدلا من الأوعية الكبيرة.

### المخاطر
- هناك مخاطر من تفاعلات الحساسية من مادة التباين اللوني والتي قد تكون خطرة في بعض الأحيان على حسب المريض. على وجه الخصوص بالنسبة للمرضى ذوى التاريخ المرضي للحساسة تجاه أشعة إكس فإنهم ينصحون بتلقي علاج خاص قبل 24 ساعة من تصوير الأشعة لتقليل مخاطر تفاعل الحساسية أو القيام بفحص آخر لا يتطلب حقن مواد التباين اللوني.
- ينبغي عدم إجراء تصوير الأوعية الطبقي المبرمج للمرضى ذوي أمراض الكلى أو سكر الدم المفرط، لأن أشعة إكس قد تؤدي لإيذاء زائد لوظائف الكلى.
- في حال تسرب كمية كبيرة من مادة التباين اللوني تحت الجلد، فإنها قد تؤدي إلى إيذاء الجلد.
- بالمقارنة مع وحدات التصوير الأخرى، فإن تقنية CTA تترافق مع التعرض لكمية كبيرة من الإشعاع الأيوني، وطبقا لعمر المريض وطريقة التصوير فإن هذه الطريقة قد تؤدي إلى وجود زيادة ملحوظة لا يمكن إهمالها في احتمال التعرض لمخاطر السرطان. إلا أنه هناك العديد من الحالات التي يكون أهمية إجراء الفحص أكثر بكثير من التفكير في وجود مخاطر صحية على المستوى البعيد.